# Gongylidiellum linguiformis
Gongylidiellum linguiformis là một loài nhện trong họ Linyphiidae.
Loài này thuộc chi Gongylidiellum. Gongylidiellum linguiformis được Tu & Li miêu tả năm 2004.